# Fabián Gianola
Fabián Javier Gianola (Buenos Aires; 26 de febrero de 1963) es un actor y conductor argentino. Es hijo del actor Beto Gianola.

## Biografía
Su carrera en televisión comenzó en 1981 cuando participó del programa Los Beltrán. Unos años después realizó participaciones en otras novelas como Pelito, El hombre que amo y Vendedoras de Lafayette.
Su primer personaje destacado fue en la serie De carne somos en 1988 y su éxito comenzó en la década de 1990 con La familia Benvenuto junto a Guillermo Francella. También actuó en otras tiras exitosas del momento como Nano y  Poliladron.
En 1999 comienza a conducir Televisión Registrada junto a Claudio Morgado, un noticiero sobre lo que pasaba en la televisión argentina vista desde una perspectiva ideologizada. La dupla continuaría su labor hasta 2004, luego fueron reemplazados por Sebastián Wainraich y José María Listorti (posteriormente reemplazado por Gabriel Schultz). Tras abandonar TVR condujo diversos programas a la medianoche, como Vale la pena, Bien tarde y El último vuelo del día. En paralelo con su trabajo como conductor continuó actuando en telenovelas como Panadería los Felipe y Costumbres argentinas. En teatro ha protagonizado exitosas obras como: Taxi, Taxi 2, Piyamas y Víctor Victoria.
En 2006 grabó la ficción televisiva Acompañantes que fue emitida en 2009 por Telefé. Condujo De lo nuestro lo peor... y lo mejor por Canal 13 y actúa en la obra Taxi 2 junto a Carlos Carlín Calvo. En el año 2008 participó en la serie Todos contra Juan, interpretándose a sí mismo. En el año 2011 realizó una participación especial en la primera temporada de Los únicos, telecomedia protagonizada por Mariano Martínez, Nicolás Cabré, Griselda Siciliani y Nicolás Vázquez en El Trece, como el villano Dreyfus. En el año 2012 participó de la segunda temporada de Los únicos, protagonizada por Nicolás Cabré, Nicolás Vázquez, Emilia Attias y María Eugenia Suárez en El trece, con el mismo personaje de la primera temporada.
En 2013 prestó la voz en la primera película animada en 3D argentina, Metegol, dirigida por Juan José Campanella. En el mismo año se postuló para diputado nacional en el duodécimo lugar de la lista del Frente Renovador de Sergio Massa.
Formó parte de la segunda temporada del magazine/telecomedia La pelu, programa conducido y protagonizado por Florencia de la V en Telefe. Debido a que Gianola no encontraba su lugar pidió rescindir su contrato y alejarse del programa. Tras su salida de La Pelu, se sumó al elenco de la telecomedia Los Grimaldi, una familia de locos protagonizada por Nazarena Vélez, el primer actor Rodolfo Ranni, la primera actriz Georgina Barbarossa y Nicolás Scarpino en la pantalla de Canal 9; su personaje aparece a partir el segundo capítulo.
En 2021 volvió a la actuación en televisión en La 1-5/18 en  eltrece.

## Controversias

### Acusaciones de abuso sexual y acoso
El actor ha sido acusado públicamente y denunciado por acoso sexual en numerosas ocasiones:
- En 2018 fue denunciado por abuso sexual por la actriz Fernanda Meneses,El hecho denunciado data del 2011, según Meneses, estando en su casa con Gianola (en ese entonces amigo), éste la habría tirado sobre la cama y, a pesar de la negativa de Meneses, habría seguido con su intención de tener relaciones con ella. En 2016 Meneses participó de un sketch en el programa Hoy ganás vos, conducido por Gianola. En ese tiempo, Gianola le habría levantado la pollera y tocado las partes íntimas. Estos hechos habrían sucedido otras veces hasta el año 2017 en el que Gianola habría intentado violarla.[4] El mismo año Natacha Jaitt acusó a Gianola a través de Twitter de haberla encerrado en el baño e intentar forzarla a practicarle sexo oral en el año 2008.[5]
- En 2019 Viviana Aguirre denunció a Gianola de haberla besado en la boca sin su consentimiento y posteriormente haberle agarrado la cola.[6] Aguirre luego dio a conocer unos audios en los que Gianola dice "Si hay que poner el cuerpo, Vivi, lo tenés que poner por la profesión. Si hay que poner el c..., ya sabemos, lo ponemos; en este caso, lo ponés vos".[7]
- En 2019 la actriz y panelista Celina Rucci dijo que no volvería a trabajar con Gianola porque era muy "abrazador, cariñoso y toquetón" y que a pesar de las advertencias él lo seguía haciendo. Aunque aclaró que no lo considera acoso.[8]
- En 2021, Griselda Sánchez, ex Gran Hermano, contó que cuando trabajó con Gianola él la besaba en el borde de la boca al saludar, o la "apoyaba" en los pasillos,[9] o le tocaba una nalga o un pecho al pasar.[10] También que la llamó a ensayar una letra a su camarín y Gianola se encontraba en ropa interior.[9]
- Andrea Ghidone, vedette uruguaya que trabajó con Gianola en 2013, dijo que era algo que todas las mujeres que trabajan con él sufrían, pero evitó entrar en detalles.[11]
- Stefy Xipolitakis contó que en un verano se lo cruzó en un complejo con pileta, donde Gianola le pidió subir a su habitación supuestamente para ver la distribución de la misma. Luego, Gianola la habría empezado a llamar todos los días por lo cual Xipolitakis le habría indicado a la gente del hotel que no le pasaran más sus llamadas.[12]
- Sabrina Artaza actriz,hija del actor y humorista Nito Artaza contó que cuando trabajó con Gianola se sintió incomoda. Describió algunas de las conductas que vivió con Gianola: "pasar innecesariamente la mano por la cintura, masajes no consentidos, agarrarte los cachetes, besos cerca de la comisura del labio".[13]
- La actriz Mabel Gagino dijo que en 1993 en una obra juntos Ganiola la arrinconó, y le dijo "dale, mostrame los pezones que yo te muestro la poronga", acto seguido se bajó los pantalones y le mostró el pene.[14]
- En enero de 2022 una masajista de un hotel de Chubut presentó una denuncia contra Gianola. Según la denuncia, al terminar los masajes Gianola la agarró con las piernas, la abrazó y la empezó a besar mientras la masajista intentaba hacer fuerzas para sacarlo.[15]
- Julia Miño, ex empleada doméstica de vecinos del country donde vivía Gianola, contó que a fines de 2012 o inicios de 2013 un día yendo a la casa donde trabajaba en el country, Gianola la interceptó y le dijo si quería conocer su casa. Ella aceptó la invitación. Apenás entró Gianola habría cerrado la puerta, y la habría puesto contra una pared y la habría empezado a besar, manosear e intentar quitarle los pantalones. Al no poder sacarle el pantalón, Gianola habría aflojado su pantalón, agarrado las manos de Miño y metido las manos en su pantalón. Según el relato de Miño, ella le habría dicho que se tenía que ir y Gianola le abrió la puerta.[16]

En 2021 Gianola fue citado a indagatoria por seis denuncias. A raíz de las denuncias fue desafectado de la obra Relaciones Peligrosas. El artista publicó un fuerte descargo en medio de las denuncias de abuso en su contra y tras suspender su participación en la temporada teatral de Villa Carlos Paz. El 17 de diciembre de 2021 Gianola se presentó a la audiencia indagatoria pero no declaró alegando esperar hasta la presentación de nuevas pruebas.
El 23 de diciembre de 2021 la jueza a cargo de las dos causas iniciadas por Fernanda Meneses y Viviana Aguirre dictó la falta de mérito para sobreseer o procesar al imputado sosteniendo que las pruebas presentadas no resultan suficientes, sugiriendo a la Unidad Fiscal Especializada en Violencia contra las Mujeres (Ufem) profundizar en la investigación. En febrero de 2022 sus dos abogadas renunciaron. En marzo de 2022 se revirtió la falta de mérito y fue proceso y embargado por 800.000 pesos. El 24 de junio de 2022, una nueva denuncia por abuso es presentada en Tribunales de Buenos Aires por la maestra de uno de sus hijos, hecho ocurrido en el año 1996.

## Televisión
| Televisión | Televisión                          | Televisión                                                      | Televisión         |
| Año        | Título                              | Personaje                                                       | Canal              |
| ---------- | ----------------------------------- | --------------------------------------------------------------- | ------------------ |
| 1983       | Los Beltrán                         |                                                                 | Canal 9            |
| 1984-1985  | Pelito                              | "Toni"                                                          | Canal 13           |
| 1986       | El hombre que amo                   |                                                                 | Canal 9 Libertad   |
| 1987       | Clave de sol (telenovela)           | "Tito"                                                          | Canal 13           |
| 1988       | Vendedoras de Lafayette             | Guillermo Giménez (Pato)                                        | Canal 9 Libertad   |
| 1988-1989  | De carne somos                      | "Pancho"                                                        | Canal 13           |
| 1989       | Hombres de ley                      | Marcelo                                                         | Canal 7            |
| 1990       | Brigada cola                        | "Tito"                                                          | Telefe             |
| 1991       | La Banda del Golden Rocket          |                                                                 | Canal 13           |
| 1991-1995  | La familia Benvenuto                |                                                                 | Telefe             |
| 1992       | El precio del poder (1992)          |                                                                 | Canal 9 Libertad   |
| 1992       | Sex a pilas                         |                                                                 | Canal 13           |
| 1994       | Nano                                | Sebastián 'Sebi'                                                | Canal 13           |
| 1996-1997  | Poliladron                          | Nando                                                           | Canal 13           |
| 1998       | Rompeportones                       | Él mismo                                                        | Canal 13           |
| 1999-2004  | TVR                                 | Conductor                                                       | América TV         |
| 1999-2005  | Mar de Fondo                        | Humorista                                                       | TyC Sports         |
| 2001       | Despojados                          | Conductor                                                       | América TV         |
| 2002       | Poné a Francella                    |                                                                 | Telefe             |
| 2002       | Maridos a domicilio                 | Bocha Aguilar                                                   | Azul Televisión    |
| 2003       | Costumbres argentinas               | Jorge                                                           | Telefe             |
| 2004       | Panadería Los Felipe                | Felipe Miñón                                                    | Telefe             |
| 2004       | La niñera                           | Gustavo Carmona Ep: «Que desdicha tu salchichas»                | Telefe             |
| 2005       | Vale la pena                        | Conductor                                                       | Telefe             |
| 2006-2008  | Nosotros también nos equivocamos    | Conductor                                                       | Telefe             |
| 2007       | Bien Tarde                          | Conductor                                                       | Telefe             |
| 2008       | Todos contra Juan                   | Él mismo                                                        | América TV         |
| 2008       | Último vuelo del día                | Conductor                                                       | América TV         |
| 2009       | Acompañantes                        | Marcelo Morales                                                 | Telefe             |
| 2009-2011  | De lo nuestro lo peor... y lo mejor | Conductor                                                       | El Trece           |
| 2011       | Sr. y Sra. Camas                    | Participación especial                                          | TV Pública Digital |
| 2011       | Adictos                             | Osvaldo Castro                                                  | Telefe             |
| 2011-2012  | Los Únicos                          | Dreyfus                                                         | El Trece           |
| 2012       | La viuda de Rafael                  | Juan Cuevas                                                     | TV Pública Digital |
| 2012-2013  | La pelu                             | Invitado (primera temporada) y Cacho/Junior (segunda temporada) | Telefe             |
| 2013       | Los Grimaldi, una familia de locos  | Alfredo                                                         | Canal 9            |
| 2014       | Guapas (telenovela)                 | "Claudio"                                                       | El Trece           |
| 2015       | Entre caníbales                     | Lorenzo Buconi                                                  | Telefe             |
| 2016-2017  | Hoy ganás vos                       | Conductor                                                       | El Nueve           |
| 2018       | Noche selfie                        | Conductor                                                       | Canal 26           |
| 2021       | La 1-5/18                           | Blas                                                            | Eltrece            |

## Cine
- 1985: Los días de junio
- 1985: Tacos altos - Muchacho en pícnic
- 1987: Sofía
- 1987: Obsesión de venganza
- 1987: Después de ayer
- 1990: Charly, días de sangre - Charly Santos (Video)
- 1991: Delito de corrupción - Entrenador 2
- 1991: Trolos, Sordos y Locas (película experimental) (Video)
- 1993: Mocoso malcriado (cortometraje) Alfonso
- 1995: El largo viaje de Nahuel Pan
- 1996: Las vueltas del tiempo (cortometraje)
- 1996: La revelación
- 1997: La herencia del tío Pepe
- 1999: Tres veranos - Mario
- 1999: Esa maldita costilla - Tito
- 2000: Solo y conmigo
- 2001: Loco, posee la fórmula de la felicidad
- 2002: Apasionados
- 2003: Tus ojos brillaban - Diego
- 2008: Los superagentes, nueva generación - Tiburón
- 2012: Otro corazon
- 2013: Metegol - Beto
- 2015: Locos sueltos en el zoo
- 2015: Mangoré, por amor al arte
- 2017: Días Contados - Intendente

## Teatro
- Boomerang (1997) Teatro Provincial (Mar del Plata).
- Mas pinas que las gallutas (1998) Teatro Corrientes (Mar del Plata).
- Boeing - Boeing (1999) Teatro Neptuno (Mar del Plata) - Teatro Astros
- Boeing - Boeing (2000) Teatro Candilejas (Villa Carlos Paz).
- El último de los amantes ardientes (2001) Teatro Provincial (Mar del Plata) - Teatro Metropolitan II
- Pijamas (2003) Teatro Provincial (Mar del Plata) - Teatro Astral
- El protagonista ante el espejo (2004) Paseo La Plaza - Teatro Broadway
- Taxi (2005 - 2006) Teatro Mar del Plata - Teatro Astral
- Victor Victoria (2006) Teatro El Nacional
- Mamá -original- (2007) Teatro Güemes (Mar del Plata) - Multiteatro
- El Tenor (2008) Teatro Metropolitan I
- Taxi 2 (2009) Teatro Güemes (Mar del Plata) - Multiteatro
- Primera dama se busca (2010) Teatro Tronador (Mar del Plata).
- Los 39 escalones (2010) Teatro Picadilly.
- Sé infiel y no mires con quién (2014) Gira Nacional
- 50 Sombras! El Musical (2015) Teatro Picadilly.
- Espíritu infiel (2015- 2016) Teatro Neptuno (Mar del Plata).
- Yiya, el musical (2016) Teatro El Nacional.
- Los Corruptelli (2017) (Villa Carlos Paz).
- Entretelones (2017-2018) Teatro Liceo.

## Premios y nominaciones
| Año  | Premios               | Categoría                            | Programa             | Resultado |
| ---- | --------------------- | ------------------------------------ | -------------------- | --------- |
| 1994 | Premios Martín Fierro | Mejor Actor de Reparto               | La familia Benvenuto | Ganador   |
| 2001 | Premios Martín Fierro | Mejor Animación/Conducción Masculina | TVR                  | Ganador   |
| 2002 | Premios Martín Fierro | Mejor Labor Humorística              | TVR                  | Nominado  |